# Іринга
Іринга (суах. Iringa) — місто в центральній частині Танзанії, адміністративний центр однойменного регіону.

## Клімат
| Кліматограма Іринги | Кліматограма Іринги | Кліматограма Іринги | Кліматограма Іринги | Кліматограма Іринги | Кліматограма Іринги | Кліматограма Іринги | Кліматограма Іринги | Кліматограма Іринги | Кліматограма Іринги | Кліматограма Іринги | Кліматограма Іринги |
| --- | ------------------- | ------------------- | ------------------- | ------------------- | ------------------- | ------------------- | ------------------- | ------------------- | ------------------- | ------------------- | ------------------- |
| С | Л                   | Б                   | К                   | Т                   | Ч                   | Л                   | С                   | В                   | Ж                   | Л                   | Г                   |
| 168 23 15 | 132 24 16           | 132 23 16           | 64 23 16            | 10 23 14            | 1 22 12             | 0 22 12             | 1 23 12             | 2 25 13             | 10 26 14            | 48 26 16            | 136 24 16           |
| Середня макс. і мін. температури повітря (°C) Атмосферні опади (мм), за рік : 704 мм. Джерело: «Climate-Data.org» (англ.) |                     |                     |                     |                     |                     |                     |                     |                     |                     |                     |                     |

## Історія
Місто було засноване в 1889 році, коли більша частина території сучасної Танзанії входила до складу Німецької Східної Африки. Місто було засноване як база німецьких військ під час повстання місцевого населення під керівництвом Мквави (нині неподалік від Іринги розташований музей його імені).

## Населення
Чисельність населення Іринги, станом на 2022 рік, налічує 202,490 осіб. При цьому спостерігається стійке зростання населення.

## Економіка
Основу економіки становить сільське господарство; навколо міста розташовано безліч ферм. Основною сільськогосподарською культурою тут є чай.